# Wilhelm Benölken
Wilhelm Benölken (* 5. September 1889 in Asbeck (Münsterland); † 18. Oktober 1965 in Bocholt) war ein deutscher Politiker und erster Oberbürgermeister der Stadt Bocholt in der Nachkriegszeit.

## Leben
Nach dem Abitur am Gymnasium in Coesfeld studiert Wilhelm Benölken Medizin in Marburg, Kiel,  München und  Gießen, machte 1916 sein Staatsexamen und promovierte im Mai 1919.
Im Ersten Weltkrieg war er an der Ostfront eingesetzt. Im Dezember 1920 ließ sich Benölken als HNO-Arzt in Bocholt nieder, führte eine erfolgreiche Praxis und errichtete alsbald eine Hals-, Nasen- und Ohrenabteilung im St. Agnes-Hospital ein. Seine gute Arbeit, vor allem im Operationsbereich, machten ihn weit über die Grenzen Bocholts hinaus bekannt. So war es kein Zufall, dass die britische Militärregierung ihn als ersten Nachkriegs-Oberbürgermeister einsetzte. Im September 1945 erhielt er von ihr den Auftrag, ein Magistratskollegium zu bilden. Am 13. Oktober 1946 wurde eine Gemeindevertretung gewählt, deren Vorsitz Benölken bis zum 30. Oktober 1946 übernahm. Fortan widmete er sich wieder seinem Arztberuf, den er bis 1963 ausübte. In Anerkennung seiner Verdienste und als Zeichen der Dankbarkeit trägt der Platz vor dem Gymnasium seinen Namen, Benölkenplatz.